# Kínai uralkodási éra
Az uralkodási éra (hagyományos kínai: 年號; egyszerűsített kínai: 年号; pinjin (pinyin) niánhào; magyar népszerű: nien-hao) a kínai császárság korában használt időmeghatározási fogalom volt.
Trónra kerülésükkor a császárok kihirdették, hogy milyen uralkodási éra veszi kezdetét. Az éra neve általában két szótagból állt, s valamilyen szerencsés, pozitív jelentést hordozott. Ha a császár úgy érezte, hogy ez javíthat uralkodásán, akkor tetszőleges év után új uralkodási érát vezethetett be, ami szintén addig tartott, ameddig a császár meg volt elégedve vele. Egy császár uralkodása alatt tehát több éra is követhette egymást.
Az uralkodási érának a datálásban van nagy jelentősége: a császárkori Kínában minden dátumot uralkodási éra szerint adtak meg. Például az i. e. 138-as év történéseire így hivatkoznak: "A Csien-jüan (Jianyuan) 建元 uralkodási éra 3. éve." (A Csien-jüan (Jianyuan) Han Vu-ti (Han Wudi) császár i. e. 140-135 közötti uralkodási érája volt. Han Vu-ti (Han Wudi) i. e. 140-87 közötti hosszú uralma során összesen 11 új érát kezdett.) Az uralkodási érák rendszeres használatát is Han Vu-ti (Han Wudi) kezdte: i. e. 140-től az érák folyamatosan követik egymást a kínai történelemben.
A Ming- és a Csing (Qing)-dinasztiára jellemző, hogy egy császár csak egy uralkodási érát hirdetett meg, így egész uralkodása egy érából állt. Az ő esetükben az uralkodási éra nevét a császár neve helyett használják. Például a híres Kang-hszi (Kangxi) császárnak (ur. 1661–1722) sem ez a neve, hanem az uralkodási érája.
Új uralkodási érát kizárólag császár hirdethetett meg. Ha valaki más is megtette, az nyílt lázadást jelentett.
A Kínai Népköztársaságban az uralkodási érák használata megszűnt, Tajvanon azonban még alkalmazzák: uralkodási éraként a Kínai Köztársaság (Ming-kuo (Minguo) 民國) időszakát veszik figyelembe. Ennek első éve 1912. 2006 tehát a Kína Köztársaság 95. éve (民國95年).

## Éranevek
Az alábbi táblázatban csak az éraneveket használó uralkodók szerepelnek. Ezért a Hszia (Xia)-, Sang (Shang)-, Csou (Zhou)-, Csin (Qin)- dinasztiák, a Han-dinasztia első néhány uralkodója, a Vu Hu (Wu Hu)-kor legtöbb királysága, a tíz királyság korának sok uralkodója itt nem szerepel. Ezeket lásd a kínai uralkodók listája cikkben. Ezen kívül a Ming- és Csing (Qing)- dinasztiák esetén az éranév azonos az uralkodónévvel, ezért e két dinasztia is ott található.

### Han-dinasztia
| uralkodó                                                                                            | uralkodási idő     | éranév                              | éranév   | idő                |
| magyaros pinjin1                                                                                    | uralkodási idő     | magyaros pinjin                     | kínai    | idő                |
| --------------------------------------------------------------------------------------------------- | ------------------ | ----------------------------------- | -------- | ------------------ |
| 1 A táblázatban a kínai átírás a cikk tetején található linkkel változtatható magyarosról pinjinre. |                    |                                     |          |                    |
| Han Csao (Hàn Cháo) (漢朝) i. e. 206 – i. sz. 220                                                   |                    |                                     |          |                    |
| Hszi Han (Xī Hàn) (西漢 nyugati Han) i. e. 206 – i. sz. 9                                           |                    |                                     |          |                    |
| I. Ven Ti (Wén Dì)                                                                                  | 180–157            | Houjüan (Hòuyuán)                   | 後元     | 163–156            |
| I. Csing Ti (Jǐng Dì)                                                                               | 157–141            | Csungjüan (Zhōngyuán)               | 中元     | 149–143            |
| I. Csing Ti (Jǐng Dì)                                                                               | 157–141            | Houjüan (Hòuyuán)                   | 後元     | 143–141            |
| I. Vu Ti (Wǔ Dì)                                                                                    | 141–87             | Csienjüan (Jiànyuán)                | 建元     | 140–135            |
| I. Vu Ti (Wǔ Dì)                                                                                    | 141–87             | Jüankuang (Yuánguāng)               | 元光     | 134–129            |
| I. Vu Ti (Wǔ Dì)                                                                                    | 141–87             | Jüansuo (Yuánshuò)                  | 元朔     | 128–123            |
| I. Vu Ti (Wǔ Dì)                                                                                    | 141–87             | Jüansou (Yuánshòu)                  | 元狩     | 122–117            |
| I. Vu Ti (Wǔ Dì)                                                                                    | 141–87             | Jüanting (Yuándǐng)                 | 元鼎     | 116–111            |
| I. Vu Ti (Wǔ Dì)                                                                                    | 141–87             | Jüanfeng (Yuánfēng)                 | 元封     | 110–105            |
| I. Vu Ti (Wǔ Dì)                                                                                    | 141–87             | Tajcsu (Tàichū)                     | 太初     | 104–101            |
| I. Vu Ti (Wǔ Dì)                                                                                    | 141–87             | Tienhan (Tiānhàn)                   | 天漢     | 100–97             |
| I. Vu Ti (Wǔ Dì)                                                                                    | 141–87             | Tajsi (Tàishǐ)                      | 太始     | 96–93              |
| I. Vu Ti (Wǔ Dì)                                                                                    | 141–87             | Csengho (Zhēnghé)                   | 征和     | 92–89              |
| I. Vu Ti (Wǔ Dì)                                                                                    | 141–87             | Houjüan (Hòuyuán)                   | 後元     | 88–87              |
| Csao Ti (Zhāo Dì)                                                                                   | 86–74              | Sijüan (Shǐyuán)                    | 始元     | 86–80              |
| Csao Ti (Zhāo Dì)                                                                                   | 86–74              | Jüanfeng (Yuánfèng)                 | 元鳳     | 80–75              |
| Csao Ti (Zhāo Dì)                                                                                   | 86–74              | Jüanping (Yuánpíng)                 | 元平     | 74                 |
| Csang Ji (Chāngyì)                                                                                  | 74                 | Jüanping (Yuánpíng)                 | 元平     | 74                 |
| I. Hszüan Ti (Xuān Dì)                                                                              | 73–49              | Pensi (Běnshǐ)                      | 本始     | 73–70              |
| I. Hszüan Ti (Xuān Dì)                                                                              | 73–49              | Ticsie (Dìjié)                      | 地節     | 69–66              |
| I. Hszüan Ti (Xuān Dì)                                                                              | 73–49              | Jüankang (Yuánkāng)                 | 元康     | 65–61              |
| I. Hszüan Ti (Xuān Dì)                                                                              | 73–49              | Sencsüe (Shénjué)                   | 神爵     | 61–58              |
| I. Hszüan Ti (Xuān Dì)                                                                              | 73–49              | Vufeng (Wǔfèng)                     | 五鳳     | 57–54              |
| I. Hszüan Ti (Xuān Dì)                                                                              | 73–49              | Kanlu (Gānlù)                       | 甘露     | 53–50              |
| I. Hszüan Ti (Xuān Dì)                                                                              | 73–49              | Huanglung (Huánglóng)               | 黃龍     | 49                 |
| I. Jüan Ti (Yuán Dì)                                                                                | 48–33              | Csujüan (Chūyuán)                   | 初元     | 48–44              |
| I. Jüan Ti (Yuán Dì)                                                                                | 48–33              | Jungkuang (Yǒngguāng)               | 永光     | 43–39              |
| I. Jüan Ti (Yuán Dì)                                                                                | 48–33              | Csincsao (Jiànzhāo)                 | 建昭     | 38–34              |
| I. Jüan Ti (Yuán Dì)                                                                                | 48–33              | Csingning (Jìngníng)                | 竟寧     | 33                 |
| I. Cseng Ti (Chéng Dì)                                                                              | 32–7               | Csiensi (Jiànshǐ)                   | 建始     | 32–28              |
| I. Cseng Ti (Chéng Dì)                                                                              | 32–7               | Hoping (Hépíng)                     | 河平     | 28–25              |
| I. Cseng Ti (Chéng Dì)                                                                              | 32–7               | Jangsuo (Yángshuò)                  | 陽朔     | 24–21              |
| I. Cseng Ti (Chéng Dì)                                                                              | 32–7               | Hungcsia (Hóngjiā)                  | 鴻嘉     | 20–17              |
| I. Cseng Ti (Chéng Dì)                                                                              | 32–7               | Jungsi (Yǒngshǐ)                    | 永始     | 16–13              |
| I. Cseng Ti (Chéng Dì)                                                                              | 32–7               | Jüanjen (Yuányán)                   | 元延     | 12–9               |
| I. Cseng Ti (Chéng Dì)                                                                              | 32–7               | Szujho (Suīhé)                      | 綏和     | 8–7                |
| I. Aj Ti (Āi Dì)                                                                                    | 6–1                | Csienping (Jiànpíng)                | 建平     | 6–3                |
| I. Aj Ti (Āi Dì)                                                                                    | 6–1                | Jüansou (Yuánshòu)                  | 元壽     | 2–1                |
| Ping Ti (Píng Dì)                                                                                   | i. e. 1 – i. sz. 6 | Jüansi (Yuánshǐ)                    | 元始     | i. e. 1 – i. sz. 6 |
| Zsu Ce (Rú Zǐ)                                                                                      | 6–9                | Csusö (Jùshè)                       | 居攝     | 6                  |
| Zsu Ce (Rú Zǐ)                                                                                      | 6–9                | Csusi (Chūshǐ)                      | 初始     | 6–8                |
| Hszin (Xīn Cháo) 9–23                                                                               |                    |                                     |          |                    |
| Vang Mang (Wáng Mǎng)                                                                               | 9–23               | Sicsiangkuo (Shǐjiànguó)            | 始建國   | 9–13               |
| Vang Mang (Wáng Mǎng)                                                                               | 9–23               | Tienfeng (Tiānfēng)                 | 天鳳     | 14–19              |
| Vang Mang (Wáng Mǎng)                                                                               | 9–23               | Tihuang (Dìhuáng)                   | 地皇     | 20–23              |
| Hszi Han (Xī Hàn) (西漢 nyugati Han) 23–25                                                          |                    |                                     |          |                    |
| Keng Sze-ti (Gèng Shǐdì)                                                                            | 23–25              | Kengsi (Gēngshǐ)                    | 更始     | 23–25              |
| Tung Han (Dōng Hàn) (東漢 keleti Han) 25–220                                                        |                    |                                     |          |                    |
| Kuang Vu-ti (Guāng Wǔdì)                                                                            | 25–57              | Csienvu (Jiànwǔ)                    | 建武     | 25–56              |
| Kuang Vu-ti (Guāng Wǔdì)                                                                            | 25–57              | Csienvu Csungjüan (Jiànwǔzhōngyuán) | 建武中元 | 56–57              |
| I. Ming Ti (Míng Dì)                                                                                | 58–75              | Jungping (Yǒngpíng)                 | 永平     | 58–75              |
| Csang Ti (Zhāng Dì)                                                                                 | 76–88              | Csiencsu (Jiànchū)                  | 建初     | 76–84              |
| Csang Ti (Zhāng Dì)                                                                                 | 76–88              | Jüanho (Yuánhé)                     | 元和     | 84–87              |
| Csang Ti (Zhāng Dì)                                                                                 | 76–88              | Csangho (Zhānghé)                   | 章和     | 87–88              |
| Ho Ti (Hé Dì)                                                                                       | 89–105             | Jungjüan (Yǒngyuán)                 | 永元     | 89–105             |
| Ho Ti (Hé Dì)                                                                                       | 89–105             | Jüanhszing (Yuánxīng)               | 元興     | 105                |
| Sang Ti (Shāng Dì)                                                                                  | 106                | Jenping (Yánpíng)                   | 延平     | 106                |
| I. An Ti (Ān Dì)                                                                                    | 106–125            | Jungcsu (Yǒngchū)                   | 永初     | 107–113            |
| I. An Ti (Ān Dì)                                                                                    | 106–125            | Jüancsu (Yuánchū)                   | 元初     | 114–120            |
| I. An Ti (Ān Dì)                                                                                    | 106–125            | Jungning (Yǒngníng)                 | 永寧     | 120–121            |
| I. An Ti (Ān Dì)                                                                                    | 106–125            | Csienkuang (Jiànguāng)              | 建光     | 121–122            |
| I. An Ti (Ān Dì)                                                                                    | 106–125            | Jenkuang (Yánguāng)                 | 延光     | 122–125            |
| Pej Hsziang (Běi Xiāng)                                                                             | 125                | Jenkuang (Yánguāng)                 | 延光     | 125                |
| I. Sun Ti (Shùn Dì)                                                                                 | 125–144            | Jungcsien (Yǒngjiàn)                | 永建     | 126–132            |
| I. Sun Ti (Shùn Dì)                                                                                 | 125–144            | Jangcsie (Yángjiā)                  | 陽嘉     | 132–135            |
| I. Sun Ti (Shùn Dì)                                                                                 | 125–144            | Jungho (Yǒnghé)                     | 永和     | 136–141            |
| I. Sun Ti (Shùn Dì)                                                                                 | 125–144            | Hanan (Hànān)                       | 漢安     | 142–144            |
| I. Sun Ti (Shùn Dì)                                                                                 | 125–144            | Csienkang (Jiànkāng)                | 建康     | 144                |
| Csung Ti (Chōng Dì)                                                                                 | 144–145            | Junghszi (Yōngxī)                   | 永嘉     | 145                |
| Cse Ti (Zhí Dì)                                                                                     | 145–146            | Pencsu (Běnchū)                     | 本初     | 146                |
| Huan Ti (Huán Dì)                                                                                   | 146–168            | Csienho (Jiànhé)                    | 建和     | 147–149            |
| Huan Ti (Huán Dì)                                                                                   | 146–168            | Hoping (Hépíng)                     | 和平     | 150                |
| Huan Ti (Huán Dì)                                                                                   | 146–168            | Jüancsie (Yuánjiā)                  | 元嘉     | 151–153            |
| Huan Ti (Huán Dì)                                                                                   | 146–168            | Junghszing (Yǒngxīng)               | 永興     | 153–154            |
| Huan Ti (Huán Dì)                                                                                   | 146–168            | Jungsou (Yǒngshòu)                  | 永壽     | 155–158            |
| Huan Ti (Huán Dì)                                                                                   | 146–168            | Jenhszi (Yánxī)                     | 延熹     | 158–167            |
| Huan Ti (Huán Dì)                                                                                   | 146–168            | Jungkang (Yǒngkāng)                 | 永康     | 167                |
| Ling Ti (Líng Dì)                                                                                   | 168–189            | Csienning (Jiànníng)                | 建寧     | 168–172            |
| Ling Ti (Líng Dì)                                                                                   | 168–189            | Hsziping (Xīpíng)                   | 熹平     | 172–178            |
| Ling Ti (Líng Dì)                                                                                   | 168–189            | Kuangho (Guānghé)                   | 光和     | 178–184            |
| Ling Ti (Líng Dì)                                                                                   | 168–189            | Csungping (Zhōngpíng)               | 中平     | 184–189            |
| III. Sao Ti (Shǎo Dì)                                                                               | 189                | Kuanghszi (Guǎngxī)                 | 光熹     | 189                |
| III. Sao Ti (Shǎo Dì)                                                                               | 189                | Csaoning (Zhàoníng)                 | 昭寧     | 189                |
| Hszien Ti (Xiàn Dì)                                                                                 | 189–220            | Junghan (Yǒnghàn)                   | 永漢     | 189                |
| Hszien Ti (Xiàn Dì)                                                                                 | 189–220            | Csuping (Chūpíng)                   | 初平     | 190–193            |
| Hszien Ti (Xiàn Dì)                                                                                 | 189–220            | Hszingping (Xīngpíng)               | 興平     | 194–195            |
| Hszien Ti (Xiàn Dì)                                                                                 | 189–220            | Csienan (Jiànān)                    | 建安     | 196–220            |
| Hszien Ti (Xiàn Dì)                                                                                 | 189–220            | Jenkang (Yánkāng)                   | 延康     | 220                |

### Cao Vej, Su Han, Szun Vu
| uralkodó                                  | uralkodási idő                   | éranév                           | éranév                           | idő                              |
| magyaros pinjin                           | uralkodási idő                   | magyaros pinjin                  | kínai                            | idő                              |
| Cao Vej (Cáo Wèi) (曹魏) 220–265          | Cao Vej (Cáo Wèi) (曹魏) 220–265 | Cao Vej (Cáo Wèi) (曹魏) 220–265 | Cao Vej (Cáo Wèi) (曹魏) 220–265 | Cao Vej (Cáo Wèi) (曹魏) 220–265 |
| ----------------------------------------- | -------------------------------- | -------------------------------- | -------------------------------- | -------------------------------- |
| Cao Pi (Cáo Pī)                           | 220–226                          | Huangcsu (Huángchū)              | 黃初                             | 220–226                          |
| Cao Zsuj (Cáo Ruì)                        | 226–239                          | Tajho (Tàihé)                    | 太和                             | 227–233                          |
| Cao Zsuj (Cáo Ruì)                        | 226–239                          | Csinglung (Qīnglóng)             | 青龍                             | 233–237                          |
| Cao Zsuj (Cáo Ruì)                        | 226–239                          | Csingcsu (Jǐngchū)               | 景初                             | 237–239                          |
| Cao Fang (Cáo Fāng)                       | 239–254                          | Csengsi (Zhèngshǐ)               | 正始                             | 240–249                          |
| Cao Fang (Cáo Fāng)                       | 239–254                          | Csiaping (Jiāpíng)               | 嘉平                             | 249–254                          |
| Cao Mao (Cáo Máo)                         | 254–260                          | Csengjüan (Zhèngyuán)            | 正元                             | 254–256                          |
| Cao Mao (Cáo Máo)                         | 254–260                          | Kanlu (Gānlù)                    | 甘露                             | 256–260                          |
| Cao Huan (Cáo Huàn)                       | 260–265                          | Csingjüan (Jǐngyuán)             | 景元                             | 260–264                          |
| Cao Huan (Cáo Huàn)                       | 260–265                          | Hszienhszi (Xiánxī)              | 咸熙                             | 264–265                          |
| Su Han (Shǔ Hàn) (蜀漢) 221–263           |                                  |                                  |                                  |                                  |
| Liu Pej (Liú Bèi)                         | 221–223                          | Csangvu (Zhāngwǔ)                | 章武                             | 221–223                          |
| Liu San (Liú Shàn)                        | 223–263                          | Csienhszing (Jiànxīng)           | 建興                             | 223–237                          |
| Liu San (Liú Shàn)                        | 223–263                          | Jenhszi (Yánxī)                  | 延熙                             | 238–257                          |
| Liu San (Liú Shàn)                        | 223–263                          | Csingjao (Jǐngyào)               | 景耀                             | 258–263                          |
| Liu San (Liú Shàn)                        | 223–263                          | Jenhszing (Yánxīng)              | 炎興                             | 263                              |
| Szun Vu (Sūn Wu) (孫吳 keleti Wu) 222–280 |                                  |                                  |                                  |                                  |
| Szun Csüan (Sūn Quán)                     | 222–252                          | Huangvu (Huángwǔ)                | 黃武                             | 222–229                          |
| Szun Csüan (Sūn Quán)                     | 222–252                          | Huanglung (Huánglóng)            | 黃龍                             | 229–231                          |
| Szun Csüan (Sūn Quán)                     | 222–252                          | Csiaho (Jiāhé)                   | 嘉禾                             | 232–238                          |
| Szun Csüan (Sūn Quán)                     | 222–252                          | Csevu (Chìwū)                    | 赤烏                             | 238–251                          |
| Szun Csüan (Sūn Quán)                     | 222–252                          | Tajjüan (Tàiyuán)                | 太元                             | 251–252                          |
| Szun Csüan (Sūn Quán)                     | 222–252                          | Senfeng (Shénfèng)               | 神鳳                             | 252                              |
| Szun Liang (Sūn Liàng)                    | 252–258                          | Csienhszing (Jiànxīng)           | 建興                             | 252–253                          |
| Szun Liang (Sūn Liàng)                    | 252–258                          | Vufeng (Wǔfèng)                  | 五鳳                             | 254–256                          |
| Szun Liang (Sūn Liàng)                    | 252–258                          | Tajping (Tàipíng)                | 太平                             | 256–258                          |
| Szun Hsziu (Sūn Xiū)                      | 258–264                          | Jungan (Yǒngān)                  | 永安                             | 258–264                          |
| Szun Hao (Sūn Hào)                        | 264–280                          | Jüanhszing (Yuánxīng)            | 元興                             | 264–265                          |
| Szun Hao (Sūn Hào)                        | 264–280                          | Kanlu (Gānlù)                    | 甘露                             | 265–266                          |
| Szun Hao (Sūn Hào)                        | 264–280                          | Paoting (Bǎodǐng)                | 寶鼎                             | 266–269                          |
| Szun Hao (Sūn Hào)                        | 264–280                          | Csienheng (Jiànhéng)             | 建衡                             | 269–271                          |
| Szun Hao (Sūn Hào)                        | 264–280                          | Fenghuang (Fènghuáng)            | 鳳凰                             | 272–274                          |
| Szun Hao (Sūn Hào)                        | 264–280                          | Tiencö (Tiāncè)                  | 天冊                             | 275–276                          |
| Szun Hao (Sūn Hào)                        | 264–280                          | Tienhszi (Tiānxǐ)                | 天璽                             | 276                              |
| Szun Hao (Sūn Hào)                        | 264–280                          | Tiencsi (Tiānjì)                 | 天紀                             | 277–280                          |

### Csin-dinasztia
| uralkodó                                                | uralkodási idő                                      | éranév                                              | éranév                                              | idő                                                 |
| magyaros pinjin                                         | uralkodási idő                                      | magyaros pinjin                                     | kínai                                               | idő                                                 |
| Hszi Csin (Xi Jin) (nyugati Csin 西晉/西晋) 265–317     | Hszi Csin (Xi Jin) (nyugati Csin 西晉/西晋) 265–317 | Hszi Csin (Xi Jin) (nyugati Csin 西晉/西晋) 265–317 | Hszi Csin (Xi Jin) (nyugati Csin 西晉/西晋) 265–317 | Hszi Csin (Xi Jin) (nyugati Csin 西晉/西晋) 265–317 |
| ------------------------------------------------------- | --------------------------------------------------- | --------------------------------------------------- | --------------------------------------------------- | --------------------------------------------------- |
| II. Vu Ti (Wǔ Dì)                                       | 265–290                                             | Tajsi (Tàishǐ)                                      | 泰始                                                | 265–274                                             |
| II. Vu Ti (Wǔ Dì)                                       | 265–290                                             | Hszienning (Xiánníng)                               | 咸寧                                                | 275–280                                             |
| II. Vu Ti (Wǔ Dì)                                       | 265–290                                             | Tajkang (Tàikāng)                                   | 太康                                                | 280–289                                             |
| II. Vu Ti (Wǔ Dì)                                       | 265–290                                             | Tajhszi (Tàixī)                                     | 太熙                                                | 290                                                 |
| II. Huj Ti (Huì Dì)                                     | 290–306                                             | Junghszi (Yǒngxī)                                   | 永熙                                                | 290                                                 |
| II. Huj Ti (Huì Dì)                                     | 290–306                                             | Jungping (Yǒngpīng)                                 | 永平                                                | 291                                                 |
| II. Huj Ti (Huì Dì)                                     | 290–306                                             | Jüankang (Yuánkāng)                                 | 元康                                                | 291–299                                             |
| II. Huj Ti (Huì Dì)                                     | 290–306                                             | Jungkang (Yǒngkāng)                                 | 永康                                                | 300–301                                             |
| II. Huj Ti (Huì Dì)                                     | 290–306                                             | Jungning (Yǒngníng)                                 | 永寧                                                | 301–302                                             |
| II. Huj Ti (Huì Dì)                                     | 290–306                                             | Tajan (Tàiān)                                       | 太安                                                | 302–303                                             |
| II. Huj Ti (Huì Dì)                                     | 290–306                                             | Jungan (Yǒngān)                                     | 永安                                                | 304                                                 |
| II. Huj Ti (Huì Dì)                                     | 290–306                                             | Csienvu (Jiànwǔ)                                    | 建武                                                | 304                                                 |
| II. Huj Ti (Huì Dì)                                     | 290–306                                             | Jungan (Yǒngān)                                     | 永安                                                | 304                                                 |
| II. Huj Ti (Huì Dì)                                     | 290–306                                             | Junghszing (Yǒngxīng)                               | 永興                                                | 304–306                                             |
| II. Huj Ti (Huì Dì)                                     | 290–306                                             | Kuanghszi (Guāngxī)                                 | 光熙                                                | 306                                                 |
| Huaj Ti (Huái Dì)                                       | 307–313                                             | Jungcsia (Yǒngjiā)                                  | 永嘉                                                | 307–313                                             |
| Min Ti (Mǐn Dì)                                         | 313–317                                             | Csienhszing (Jiànxīng)                              | 建興                                                | 313–317                                             |
| Tung Csin (Dong Jin) (keleti Csin 東晉/东晋) 317–420    |                                                     |                                                     |                                                     |                                                     |
| II. Jüan Ti (Yuán Dì)                                   | 317–322                                             | Csienvu (Jiànwǔ)                                    | 建武                                                | 317–318                                             |
| II. Jüan Ti (Yuán Dì)                                   | 317–322                                             | Tahszing (Dàxīng)                                   | 大興                                                | 318–321                                             |
| II. Jüan Ti (Yuán Dì)                                   | 317–322                                             | Jungcsang (Yǒngchāng)                               | 永昌                                                | 321–322                                             |
| II. Ming Ti (Míng Dì)                                   | 322–325                                             | Jungcsang (Yǒngchāng)                               | 永昌                                                | 322–325                                             |
| II. Ming Ti (Míng Dì)                                   | 322–325                                             | Tajning (Tàiníng)                                   | 太寧                                                | 323–325                                             |
| II. Cheng Ti (Chéng Dì)                                 | 325–342                                             | Tajning (Tàiníng)                                   | 太寧                                                | 325                                                 |
| II. Cheng Ti (Chéng Dì)                                 | 325–342                                             | Hszienho (Xiánhé)                                   | 咸和                                                | 326–334                                             |
| II. Cheng Ti (Chéng Dì)                                 | 325–342                                             | Hszienkang (Xiánkāng)                               | 咸康                                                | 335–342                                             |
| Kang Ti (Kāng Dì)                                       | 342–344                                             | Csienjüan (Jiànyuán)                                | 建元                                                | 343–344                                             |
| Mu Ti (Mù Dì)                                           | 345–361                                             | Jungho (Yǒnghé)                                     | 永和                                                | 345–356                                             |
| Mu Ti (Mù Dì)                                           | 345–361                                             | Senping (Shēngpíng)                                 | 升平                                                | 357–361                                             |
| II. Aj Ti (Āi D)                                        | 361–365                                             | Lungho (Lónghé)                                     | 隆和                                                | 362–363                                             |
| II. Aj Ti (Āi D)                                        | 361–365                                             | Hszingning (Xīngníng)                               | 興寧                                                | 363–365                                             |
| I. Fej Ti (Fèi Dì)                                      | 365–371                                             | Tajho (Tàihé)                                       | 太和                                                | 365–371                                             |
| Csien-ven Ti (Jiǎnwén Dì)                               | 371–372                                             | Hszienan (Xiánān)                                   | 咸安                                                | 371–372                                             |
| Hszia-vu Ti (Xiàwǔ Dì)                                  | 372–396                                             | Ninkang (Níngkāng)                                  | 寧康                                                | 373–375                                             |
| Hszia-vu Ti (Xiàwǔ Dì)                                  | 372–396                                             | Tajjüan (Tàiyuán)                                   | 太元                                                | 376–396                                             |
| II. An Ti (Ān Dì)                                       | 396–418                                             | Lungan (Lóngān)                                     | 隆安                                                | 397–401                                             |
| II. An Ti (Ān Dì)                                       | 396–418                                             | Jüanhszing (Yuánxīng)                               | 元興                                                | 402–404                                             |
| II. An Ti (Ān Dì)                                       | 396–418                                             | Jihszi (Yìxī)                                       | 義熙                                                | 405–418                                             |
| Kung Ti (Gōng Dì)                                       | 419–420                                             | Jüanhszi (Yuánxī)                                   | 元熙                                                | 419–420                                             |
| Csien Csin (Qian Qin) (前秦) 351–394                    |                                                     |                                                     |                                                     |                                                     |
| I. Fu Csien (Fú Jiàn)                                   | 351–355                                             | Huangsi (Huangshi)                                  | 皇始                                                | 351–355                                             |
| Fu Seng (Fú Shēng)                                      | 355–357                                             | Soukuang (Shouguang)                                | 壽光                                                | 355–357                                             |
| II. Fu Csien (Fú Jiàn)                                  | 357–385                                             | Junghszing (Yongxing)                               | 永興                                                | 357–359                                             |
| II. Fu Csien (Fú Jiàn)                                  | 357–385                                             | Kanlü (Ganlu)                                       | 甘露                                                | 359–364                                             |
| II. Fu Csien (Fú Jiàn)                                  | 357–385                                             | Csienjüan (Jianyuan)                                | 建元                                                | 364–385                                             |
| Fu Pi (Fú Pī)                                           | 385–386                                             | Tajen (Taian)                                       | 太安                                                | 385–386                                             |
| Fu Teng (Fú Dēng)                                       | 386–394                                             | Tajcsu (Taichu)                                     | 太初                                                | 386–394                                             |
| Fu Csung (Fú Chóng)                                     | 394                                                 | Jencsu (Yanchu)                                     | 延初                                                | 394                                                 |
| Hou Csin (Hou Qin) (后秦 késői Csin) 384–417            |                                                     |                                                     |                                                     |                                                     |
| Jao Csang (Yáo Cháng)                                   | 384–393                                             | Pejkue (Baique)                                     | 白雀                                                | 384–386                                             |
| Jao Csang (Yáo Cháng)                                   | 384–393                                             | Csiencsu (Jianchu)                                  | 建初                                                | 386–393                                             |
| Jao Hszing (Yáo Xǐng)                                   | 394–416                                             | Huangcsu (Huangchu)                                 | 皇初                                                | 394–399                                             |
| Jao Hszing (Yáo Xǐng)                                   | 394–416                                             | Hungsi (Hongshi)                                    | 弘始                                                | 399–416                                             |
| Jao Hung (Yáo Hóng)                                     | 416–417                                             | Jungho (Yonghe)                                     | 永和                                                | 416–417                                             |
| Hszi Csin (Xi Qin) (西秦 nyugati Csin) 385–400; 409–431 |                                                     |                                                     |                                                     |                                                     |
| Csi-fu Kuo-zsen (Qǐ Fú Guó Rén)                         | 385–388                                             | Jüancsi (Yuanji)                                    | 建義                                                | 385–388                                             |
| Csi-fu Kan-kuj (Qǐ Fu Gān Guī)                          | 388–400 409–412                                     | Tajcsu (Taichu)                                     | 太初                                                | 388–400                                             |
| Csi-fu Kan-kuj (Qǐ Fu Gān Guī)                          | 388–400 409–412                                     | Kengsi (Gengshi)                                    | 更始                                                | 409–412                                             |
| Csi-fu Csi-pan (Qǐ Fú Chì Pán)                          | 412–428                                             | Jungkeng (Yongkang)                                 | 永康                                                | 412–419                                             |
| Csi-fu Csi-pan (Qǐ Fú Chì Pán)                          | 412–428                                             | Csienhung (Jianhong)                                | 建弘                                                | 419–428                                             |
| Csi-fu Mu-mo (Qǐ Fú Mù Mò)                              | 428–431                                             | Junghung (Yonghong)                                 | 永弘                                                | 428–431                                             |

### Cseng–Han
| uralkodó                   | uralkodási idő             | éranév                                | éranév                     | idő                        |
| magyaros pinjin            | uralkodási idő             | magyaros pinjin                       | kínai                      | idő                        |
| Cseng (Cheng) (成) 303–338 | Cseng (Cheng) (成) 303–338 | Cseng (Cheng) (成) 303–338            | Cseng (Cheng) (成) 303–338 | Cseng (Cheng) (成) 303–338 |
| -------------------------- | -------------------------- | ------------------------------------- | -------------------------- | -------------------------- |
| Li Tö (Lǐ Tè)              | 303                        | Csiencsu (Jiànchū) Csingcsu (Jǐngchū) | 建初 景初                  | 303                        |
| Li Liu (Lǐ Liú)            | 303                        | Csiencsu (Jiànchū) Csingcsu (Jǐngchū) | 建初 景初                  | 303                        |
| Li Hsziung (Lǐ Xióng)      | 303–334                    | Csiencsu (Jiànchū) Csingcsu (Jǐngchū) | 建初 景初                  | 303                        |
| Li Hsziung (Lǐ Xióng)      | 303–334                    | Csienhszing (Jiànxīng)                | 建興                       | 304–305                    |
| Li Hsziung (Lǐ Xióng)      | 303–334                    | Jenping (Yànpīng)                     | 晏平                       | 306–310                    |
| Li Hsziung (Lǐ Xióng)      | 303–334                    | Jüheng (Yùhéng)                       | 玉衡                       | 311–334                    |
| Li Pan (Lǐ Bān)            | 334                        | Jüheng (Yùhéng)                       | 玉衡                       | 311–334                    |
| Li Csi (Lǐ Qī)             | 334–338                    | Jüheng (Yùhéng)                       | 玉衡                       | 311–334                    |
| Li Csi (Lǐ Qī)             | 334–338                    | Hanhszing (Hànxīng)                   | 漢興                       | 337–343                    |
| Han (漢) 338–347           |                            | Hanhszing (Hànxīng)                   | 漢興                       | 337–343                    |
| Li Sou (Lǐ Shòu)           | 338–343                    | Hanhszing (Hànxīng)                   | 漢興                       | 337–343                    |
| Li Si (Lǐ Shì)             | 343–347                    | Hanhszing (Hànxīng)                   | 漢興                       | 337–343                    |
| Li Si (Lǐ Shì)             | 343–347                    | Tajho (Tàihé)                         | 太和                       | 344–345                    |
| Li Si (Lǐ Shì)             | 343–347                    | Csianing (Jiāníng)                    | 嘉寧                       | 346–347                    |

### Han–Csao
| uralkodó                                      | uralkodási idő   | éranév                  | éranév           | idő              |
| magyaros pinjin                               | uralkodási idő   | magyaros pinjin         | kínai            | idő              |
| Han (漢) 304–318                              | Han (漢) 304–318 | Han (漢) 304–318        | Han (漢) 304–318 | Han (漢) 304–318 |
| --------------------------------------------- | ---------------- | ----------------------- | ---------------- | ---------------- |
| Liu Jüan (Liú Yuān)                           | 304–310          | Csienhszing (Jiànxīng)  | 建興             | 304–307          |
| Liu Jüan (Liú Yuān)                           | 304–310          | Jungfeng (Yǒngfèng)     | 永鳳             | 308              |
| Liu Jüan (Liú Yuān)                           | 304–310          | Hozsuj (Héruì)          | 河瑞             | 309              |
| Liu Jüan (Liú Yuān)                           | 304–310          | Kuanghszing (Guāngxīng) | 光興             | 310              |
| Liu Ho (Liú Hé)                               | 310              | Kuanghszing (Guāngxīng) | 光興             | 310              |
| Liu Cung (Liú Cōng)                           | 310–318          | Kuanghszing (Guāngxīng) | 光興             | 310              |
| Liu Cung (Liú Cōng)                           | 310–318          | Csiaping (Jiāpíng)      | 嘉平             | 311–315          |
| Liu Cung (Liú Cōng)                           | 310–318          | Csienjüan (Jiànyuán)    | 建元             | 316              |
| Liu Cung (Liú Cōng)                           | 310–318          | Lincsia (Línjiā)        | 麟嘉             | 317–318          |
| Liu Can (Liú Càn)                             | 318              | Hancsang (Hànchāng)     | 漢昌             | 318              |
| Csien Csao (Qian Zhao) (前赵) 318–329         |                  |                         |                  |                  |
| Liu Jao (Liú Yào)                             | 318–329          | Kuangcsu (Guāngchū)     | 光初             | 318–329          |
| Hou Csao (Hou Zhao) (késői Csao 后赵) 319–351 |                  |                         |                  |                  |
| Si Lö (Shí Lè)                                | 319–333          | Csaovang (Zhaòwáng)     | 趙王             | 319–327          |
| Si Lö (Shí Lè)                                | 319–333          | Tajho (Tàihé)           | 太和             | 328–329          |
| Si Lö (Shí Lè)                                | 319–333          | Csienping (Jiànpíng)    | 建平             | 330–332          |
| Si Lö (Shí Lè)                                | 319–333          | Jenhszi (Yánxī)         | 延熙             | 333              |
| Si Hong (Shi Hóng)                            | 333–334          | Jenhszi (Yánxī)         | 延熙             | 333              |
| Si Hong (Shi Hóng)                            | 333–334          | Csienvu (Jiànwǔ)        | 建武             | 334–348          |
| Si Hu (Shí Hǔ)                                | 334–349          | Csienvu (Jiànwǔ)        | 建武             | 334–348          |
| Si Hu (Shí Hǔ)                                | 334–349          | Tajning (Taìníng)       | 太寧             | 349              |
| Si Si (Shí Shì)                               | 349              | Tajning (Taìníng)       | 太寧             | 349              |
| Si Cun (Shí Zūn)                              | 349              | Tajning (Taìníng)       | 太寧             | 349              |
| Si Csien (Shí Jiàn)                           | 349–350          | Csinglung (Qīnglóng)    | 青龍             | 349–350          |
| Si Cse (Shí Zhǐ)                              | 350–351          | Jungning (Yǒngníng)     | 永寧             | 350–351          |

### Jen
| Mu-zsung Huang (Mù Róng Huǎng)                   | 337–348 | Jenvang (Yànwáng)                                                           | 燕王 | 337–348 |
| Mu-zsung Csün (Mù Róng Jùn)                      | 348–360 | Jenvang (Yànwáng)                                                           | 燕王 | 337–348 |
| Mu-zsung Csün (Mù Róng Jùn)                      | 348–360 | Jenjüan (Yànyuán)                                                           | 燕元 | 349–351 |
| Mu-zsung Csün (Mù Róng Jùn)                      | 348–360 | Jüanhszi (Yuánxǐ)                                                           | 元璽 | 352–357 |
| Mu-zsung Csün (Mù Róng Jùn)                      | 348–360 | Senping (Shēngpíng) Csien Csin (Qian Qin) (Fu Seng (Fú Shēng)) fennhatósága | 升平 | 357     |
| Mu-zsung Csün (Mù Róng Jùn)                      | 348–360 | Kuangsou (Guāngshòu)                                                        | 光壽 | 357–359 |
| Mu-zsung Csün (Mù Róng Jùn)                      | 348–360 | Csienhszi (Jiànxī)                                                          | 建熙 | 360–365 |
| Mu-zsung Vej (Mù Róng Wěi)                       | 360–370 | Csienhszi (Jiànxī)                                                          | 建熙 | 360–365 |
| Mu-zsung Vej (Mù Róng Wěi)                       | 360–370 | Csienjüan (Jiànyuán)                                                        | 建元 | 366–370 |
| Hou Jen (Hou Yan) (后燕 késői Jen (Yan)) 384–407 |         |                                                                             |      |         |
| Mu-zsung Csuj (Mù Róng Chuí)                     | 384–396 | Jenvang (Yànwáng)                                                           | 燕王 | 384–385 |
| Mu-zsung Csuj (Mù Róng Chuí)                     | 384–396 | Csienhszing (Jiànxīng)                                                      | 建興 | 386–396 |
| Mu-zsung Pao (Mù Róng Bǎo)                       | 396–398 | Jungkang (Yōngkāng)                                                         | 永康 | 396–398 |
| Mu-zsung Seng (Mù Róng Shèng)                    | 398–401 | Csienping (Jiànpíng)                                                        | 建平 | 398     |
| Mu-zsung Seng (Mù Róng Shèng)                    | 398–401 | Csanglö (Chánglè)                                                           | 長樂 | 399–401 |
| Mu-zsung Hszi (Mù Róng Xī)                       | 401–407 | Kuangsi (Guāngshǐ)                                                          | 光始 | 401–406 |
| Mu-zsung Hszi (Mù Róng Xī)                       | 401–407 | Csüansi (Juànshǐ)                                                           | 建始 | 407     |
| Nan Jen (Nan Yan) (南燕 déli Jen) 398–410        |         |                                                                             |      |         |
| Mu-zsung Tö (Mù Róng Dé)                         | 398–405 | Jenvang (Yànwáng)                                                           | 燕王 | 398–400 |
| Mu-zsung Tö (Mù Róng Dé)                         | 398–405 | Csienping (Jiànpíng)                                                        | 建平 | 400–405 |
| Mu-zsung Csao (Mù Róng Chāo)                     | 405–410 | Tajsang (Tàishàng)                                                          | 太上 | 405–410 |
| Pej Jen (Bei Yan) (北燕 északi Jen) 407–436      |         |                                                                             |      |         |
| Kao Jün (Gāo Yún)                                | 407–409 | Csengsi (Zhèngshǐ)                                                          | 正始 | 407–409 |
| Feng Pa (Féng Bá)                                | 409–430 | Tajping (Tàipíng)                                                           | 太平 | 409–430 |
| Feng Hong (Féng Hóng)                            | 430–436 | Tahszing (Dàxīng)                                                           | 大興 | 430–436 |

### Liang
| uralkodó                                           | uralkodási idő                          | éranév                                  | éranév                                  | idő                                     |
| magyaros pinjin                                    | uralkodási idő                          | magyaros pinjin                         | kínai                                   | idő                                     |
| Csien Liang (Qian Liang) (前凉) 320–376            | Csien Liang (Qian Liang) (前凉) 320–376 | Csien Liang (Qian Liang) (前凉) 320–376 | Csien Liang (Qian Liang) (前凉) 320–376 | Csien Liang (Qian Liang) (前凉) 320–376 |
| -------------------------------------------------- | --------------------------------------- | --------------------------------------- | --------------------------------------- | --------------------------------------- |
| Csang Mao (Zhāng Mào)                              | 320–324                                 | Csienhszing (Jianxing)                  | 建興                                    | 320–324                                 |
| Csang Csün (Zhāng Jùn)                             | 324–346                                 | Csienhszing (Jianxing)                  | 建興                                    | 324–346                                 |
| Csang Csung-hua (Zhāng Chòng Huá)                  | 346–353                                 | Csienhszing (Jianxing)                  | 建興                                    | 346–353                                 |
| Csang Jao-ling (Zhāng Yào Líng)                    | 353                                     | Csienhszing (Jianxing)                  | 建興                                    | 353                                     |
| Csang Co (Zhāng Zuò)                               | 353–355                                 | Csienhszing (Jianxing)                  | 建興                                    | 353–354                                 |
| Csang Co (Zhāng Zuò)                               | 353–355                                 | Hoping (Heping)                         | 和平                                    | 354–355                                 |
| Csang Hszüan-csing (Zhāng Xuán Jìng)               | 355–363                                 | Csienhszing (Jianxing)                  | 建興                                    | 355–361                                 |
| Csang Hszüan-csing (Zhāng Xuán Jìng)               | 355–363                                 | Sengping (Shengping)                    | 升平                                    | 361–363                                 |
| Csang Tien-hszi (Zhāng Tiān Xí)                    | 364–376                                 | Sengping (Shengping)                    | 升平                                    | 364–376                                 |
| Hou Liang (后凉 késői Liang) 386–403               |                                         |                                         |                                         |                                         |
| Lu Kuang (Lǔ Guāng)                                | 386–399                                 | Tajang (Taiang)                         | 太安                                    | 386–389                                 |
| Lu Kuang (Lǔ Guāng)                                | 386–399                                 | Lüncsia (Lunjiā)                        | 麟嘉                                    | 389–396                                 |
| Lu Kuang (Lǔ Guāng)                                | 386–399                                 | Lungfej (Longfei)                       | 龍飛                                    | 396–399                                 |
| Lu Sao (Lǔ Shào)                                   | 399                                     | Lungfej (Longfei)                       | 龍飛                                    | 396–399                                 |
| Lu Csuan (Lǔ Zuǎn)                                 | 399–401                                 | Hszienning (Xianning)                   | 咸寧                                    | 399–401                                 |
| Lu Lung (Lǔ Lóng)                                  | 401–403                                 | Sending (Shending)                      | 神鼎                                    | 401–403                                 |
| Nan Liang (南凉 déli Liang) 397–414                |                                         |                                         |                                         |                                         |
| Tu-fa Vu-gu (Tū Fà Wū Gū)                          | 397–399                                 | Tajcsu (Taichu)                         | 太初                                    | 397–399                                 |
| Tu-fa Li Lu-gu (Tū Fà Lì Lù Gū)                    | 399–402                                 | Csienho (Jianhe)                        | 建和                                    | 399–402                                 |
| Tu-fa Zsu-tan (Tū Fà Rǔ Tán)                       | 402–414                                 | Hungcsang (Hongchang)                   | 弘昌                                    | 402–404                                 |
| Tu-fa Zsu-tan (Tū Fà Rǔ Tán)                       | 402–414                                 | Csiaping (Jiāping)                      | 嘉平                                    | 404–412                                 |
| Pej Liang (Bei Liang) (北凉 északi Liang) 442–460  |                                         |                                         |                                         |                                         |
| Tuan Ji (Duàn Yè)                                  | 397–401                                 | Senhszi (Shenxī)                        | 神璽                                    | 397–399                                 |
| Tuan Ji (Duàn Yè)                                  | 397–401                                 | Tienhszi (Tianxī)                       | 天璽                                    | 399–401                                 |
| Csü-csü Meng-hszün (Jǔ Qù Méng Xùn)                | 401–433                                 | Jungan (Yongan)                         | 永安                                    | 401–412                                 |
| Csü-csü Meng-hszün (Jǔ Qù Méng Xùn)                | 401–433                                 | Hszüansi (Xuanshi)                      | 玄始                                    | 412–428                                 |
| Csü-csü Meng-hszün (Jǔ Qù Méng Xùn)                | 401–433                                 | Csenghszüan (Chengxuan)                 | 承玄                                    | 428–430                                 |
| Csü-csü Meng-hszün (Jǔ Qù Méng Xùn)                | 401–433                                 | Jiho (Yíhe)                             | 義和                                    | 430–433                                 |
| Csü-csü Mu-csien (Jū Qú Mù Jiān)                   | 433–439                                 | Jungho (Yonghe)                         | 永和                                    | 433–439                                 |
| Csü-csü Vu-huj (Jū Qú Wú Huì)                      | 442–444                                 | Csengping (Chengping)                   | 承平                                    | 442–443                                 |
| Csü-csü Vu-huj (Jū Qú Wú Huì)                      | 442–444                                 | Csiansou (Qianshou)                     | 乾壽                                    | 443–444                                 |
| Csü-csü An-csou (Jū Qù Ān Zhōu)                    | 444–460                                 | Csengping (Chengping)                   | 承平                                    | 444–460                                 |
| Hszi Liang (Xi Liang) (西凉 nyugati Liang) 400–421 |                                         |                                         |                                         |                                         |
| Li Kao (Lǐ Gǎo)                                    | 400–417                                 | Kengce (Gengzi)                         | 庚子                                    | 400–405                                 |
| Li Kao (Lǐ Gǎo)                                    | 400–417                                 | Csiencsu (Jianchu)                      | 建初                                    | 406–417                                 |
| Li Hszin (Lǐ Xīn)                                  | 417–420                                 | Csiahszing (Jiāxing)                    | 嘉興                                    | 417–420                                 |
| Li Hszün (Lǐ Xún)                                  | 420–421                                 | Jungcsien (Yongjian)                    | 永建                                    | 420–421                                 |
| Liang (南) 502–557                                 |                                         |                                         |                                         |                                         |
| V. Vu Ti (Wǔ Dì)                                   | 502–549                                 | Tiencsien (Tiānjiān)                    | 天監                                    | 502–519                                 |
| V. Vu Ti (Wǔ Dì)                                   | 502–549                                 | Putung (Pǔtōng)                         | 普通                                    | 520–527                                 |
| V. Vu Ti (Wǔ Dì)                                   | 502–549                                 | Tatung (Dàtōng)                         | 大通                                    | 527–529                                 |
| V. Vu Ti (Wǔ Dì)                                   | 502–549                                 | Csungtatung (Zhōngdàtōng)               | 中大通                                  | 529–534                                 |
| V. Vu Ti (Wǔ Dì)                                   | 502–549                                 | Tatung (Dàtóng)                         | 大同                                    | 535–546                                 |
| V. Vu Ti (Wǔ Dì)                                   | 502–549                                 | Csungtatung (Zhōngdàtóng)               | 中大同                                  | 546–547                                 |
| V. Vu Ti (Wǔ Dì)                                   | 502–549                                 | Tajcsing (Tàiqīng)                      | 太清                                    | 547–549                                 |
| Csien-ven Ti (Jiǎn Wén Dì)                         | 549–551                                 | Tapao (Dàbǎo)                           | 大寶                                    | 549–551                                 |
| Jü-csang Vang (Yǔ Zhāng Wáng)                      | 551–552                                 | Tiencseng (Tiānzhèng)                   | 天正                                    | 551–552                                 |
| III. Jüan Ti (Yuán Dì)                             | 552–555                                 | Csengseng (Chéngshèng)                  | 承聖                                    | 552–555                                 |
| Csen-jang Hou (Zhēn Yáng Hóu)                      | 555                                     | Tiencseng (Tiānchéng)                   | 天成                                    | 555                                     |
| II. Csing Ti (Jìng Dì)                             | 555–557                                 | Saotaj (Shàotài)                        | 紹泰                                    | 555–556                                 |
| II. Csing Ti (Jìng Dì)                             | 555–557                                 | Tajping (Tàipíng)                       | 太平                                    | 556–557                                 |
| Nan Liang (南梁 déli Liang) 555–587                |                                         |                                         |                                         |                                         |
| II. Hszüan Ti (Xuān Dì)                            | 555–562                                 | Tating (Tàdìng)                         | 大定                                    | 555–562                                 |
| II. Hszia Ming-ti (Xià Míng Dì)                    | 562–585                                 | Tienpao (Tiānbǎo)                       | 天保                                    | 562–585                                 |
| Hszia Csing-ti (Xià Jìng Dì)                       | 585–587                                 | Kuangjün (Guǎngyùn)                     | 廣運                                    | 585–587                                 |

### Hszia
| uralkodó                     | uralkodási idő | éranév                  | éranév | idő     |
| magyaros pinjin              | uralkodási idő | magyaros pinjin         | kínai  | idő     |
| ---------------------------- | -------------- | ----------------------- | ------ | ------- |
| Ho-lian Po-po (Hèlián Bóbó)  | 407–425        | Lungseng (Longsheng)    | 龍升   | 407–413 |
| Ho-lian Po-po (Hèlián Bóbó)  | 407–425        | Fenghsziang (Fengxiang) | 鳳翔   | 413–418 |
| Ho-lian Po-po (Hèlián Bóbó)  | 407–425        | Csangvu (Changwu)       | 昌武   | 418–419 |
| Ho-lian Po-po (Hèlián Bóbó)  | 407–425        | Cenhszing (Zenxing)     | 真興   | 419–425 |
| Ho-lian Csang (Hèlián Chāng) | 425–428        | Csengkuang (Chengguang) | 承光   | 425–428 |
| Ho-lian Ting (Hèlián Dìng)   | 428–431        | Sengkuang (Shengguang)  | 勝光   | 428–431 |

### Vu Hu
| uralkodó                                           | uralkodási idő                    | éranév                            | éranév                            | idő                               |
| magyaros pinjin                                    | uralkodási idő                    | magyaros pinjin                   | kínai                             | idő                               |
| Taj (Dài) királyai (代王) 305–376                  | Taj (Dài) királyai (代王) 305–376 | Taj (Dài) királyai (代王) 305–376 | Taj (Dài) királyai (代王) 305–376 | Taj (Dài) királyai (代王) 305–376 |
| -------------------------------------------------- | --------------------------------- | --------------------------------- | --------------------------------- | --------------------------------- |
| To-pa Si Ji-csien (Tuòbá Shí Yì Jiàn)              | 338–377                           | Csienkuo (Jianguo)                | 建國                              | 338–377                           |
| Zsan Vej (Ran Wei) (冉魏) 350–352                  |                                   |                                   |                                   |                                   |
| Zsan Min (Rǎn Min)                                 | 350–352                           | Junghszing (Yongxing)             | 永興                              | 350–352                           |
| Hszi Jen (Xi Yan) (西燕) 384–394                   |                                   |                                   |                                   |                                   |
| Mu-zsung Hung (Mùróng Hóng)                        | 384                               | Jenhszing (Yanxing)               | 燕興                              | 384–385                           |
| I. Mu-zsung Csung (Mùróng Chōng)                   | 384–386                           | Jenhszing (Yanxing)               | 燕興                              | 384–385                           |
| I. Mu-zsung Csung (Mùróng Chōng)                   | 384–386                           | Kengsi (Gengshi)                  | 更始                              | 385–386                           |
| Tuan Szuj (Duàn Suí)                               | 386                               | Csengping (Changping)             | 昌平                              | 386                               |
| Mu-zsung Tao (Mùróng Tāo)                          | 386                               | Csienming (Jianming)              | 建明                              | 386                               |
| Mu-zsung Jao (Mùróng Yáo)                          | 386                               | Csienping (Jianping)              | 建平                              | 386                               |
| (II. Mu-zsung Csung, Mùróng Zhōng)                 | 386                               | Csienvu (Jianwu)                  | 建武                              | 386                               |
| Mu-zsung Jung (Mùróng Yǒng)                        | 386–394                           | Csunghszing (Zhongxing)           | 中興                              | 386–394                           |
| Csoucse (Chouchi) második szakasz (后仇池) 385–473 |                                   |                                   |                                   |                                   |
| Jang Nan-tang (Yáng Nán Dāng)                      | 429–441                           | Csienji (Jianyi)                  | 建義                              | 436–440                           |

### Vej
| Tao Vu-ti (Dào Wǔ Dì)                         | 386–409 | Tengkuo (Dēng Guó)                 | 登國     | 386–396 |
| Tao Vu-ti (Dào Wǔ Dì)                         | 386–409 | Huangsi (Huáng Shǐ)                | 皇始     | 396–398 |
| Tao Vu-ti (Dào Wǔ Dì)                         | 386–409 | Tienhszing (Tiānxīng)              | 天興     | 398–404 |
| Tao Vu-ti (Dào Wǔ Dì)                         | 386–409 | Tience (Tiāncì)                    | 天賜     | 404–409 |
| Ming Jüan-ti (Míng Yuán Dì)                   | 409–423 | Junghszing (Yǒngxīng)              | 永興     | 409–413 |
| Ming Jüan-ti (Míng Yuán Dì)                   | 409–423 | Senzsuj (Shénruì)                  | 神瑞     | 414–416 |
| Ming Jüan-ti (Míng Yuán Dì)                   | 409–423 | Tajcsang (Tàicháng)                | 泰常     | 416–423 |
| Taj Vu-ti (Tài Wǔ Dì)                         | 424–452 | Tajcsang (Tàicháng)                | 泰常     | 416–423 |
| Taj Vu-ti (Tài Wǔ Dì)                         | 424–452 | Sikuang (Shǐguāng)                 | 始光     | 424–428 |
| Taj Vu-ti (Tài Wǔ Dì)                         | 424–452 | Sencsia (Shénjiā)                  | 神䴥     | 428–431 |
| Taj Vu-ti (Tài Wǔ Dì)                         | 424–452 | Jenho (Yánhé)                      | 延和     | 432–434 |
| Taj Vu-ti (Tài Wǔ Dì)                         | 424–452 | Tajjen (Tàiyán)                    | 太延     | 435–440 |
| Taj Vu-ti (Tài Wǔ Dì)                         | 424–452 | Tajping csencsün (Tàipíng Zhēnjūn) | 太平真君 | 440–451 |
| Taj Vu-ti (Tài Wǔ Dì)                         | 424–452 | Csengping (Zhèngpíng)              | 正平     | 451–452 |
| Nan-an Vang (Nán Ān Wáng)                     | 452     | Csengping (Chéngpíng)              | 承平     | 452     |
| Ven Cseng-ti (Wén Chéng Dì)                   | 452–465 | Hszingan (Xīngān)                  | 興安     | 452–454 |
| Ven Cseng-ti (Wén Chéng Dì)                   | 452–465 | Hszingkuang (Xīngguāng)            | 興光     | 454–455 |
| Ven Cseng-ti (Wén Chéng Dì)                   | 452–465 | Tajan (Tàiān)                      | 太安     | 455–459 |
| Ven Cseng-ti (Wén Chéng Dì)                   | 452–465 | Hoping (Hépíng)                    | 和平     | 460–465 |
| Hszien Ven-ti (Xiàn Wén Dì)                   | 466–471 | Tienan (Tiānān)                    | 天安     | 466–467 |
| Hszien Ven-ti (Xiàn Wén Dì)                   | 466–471 | Huanghszing (Huángxīng)            | 皇興     | 467–471 |
| Hszia Ven-ti (Xià Wén Dì)                     | 471–499 | Jenhszing (Yánxīng)                | 延興     | 471–476 |
| Hszia Ven-ti (Xià Wén Dì)                     | 471–499 | Csengming (Chéngmíng)              | 承明     | 476     |
| Hszia Ven-ti (Xià Wén Dì)                     | 471–499 | Tajho (Tàihé)                      | 太和     | 477–499 |
| Hszüan Vu-ti (Xuān Wǔ Dì)                     | 500–515 | Csingming (Jǐngmíng)               | 景明     | 500–503 |
| Hszüan Vu-ti (Xuān Wǔ Dì)                     | 500–515 | Csengsi (Zhèngshǐ)                 | 正始     | 504–508 |
| Hszüan Vu-ti (Xuān Wǔ Dì)                     | 500–515 | Jungping (Yǒngpíng)                | 永平     | 508–512 |
| Hszüan Vu-ti (Xuān Wǔ Dì)                     | 500–515 | Jencsang (Yánchāng)                | 延昌     | 512–515 |
| I. Hszia Ming-ti (Xià Míng Dì)                | 516–528 | Hsziping (Xīpíng)                  | 熙平     | 516–518 |
| I. Hszia Ming-ti (Xià Míng Dì)                | 516–528 | Senkuj (Shénguī)                   | 神龜     | 518–520 |
| I. Hszia Ming-ti (Xià Míng Dì)                | 516–528 | Csengkuang (Zhèngguāng)            | 正光     | 520–525 |
| I. Hszia Ming-ti (Xià Míng Dì)                | 516–528 | Hsziacsang (Xiàochāng)             | 孝昌     | 525–527 |
| I. Hszia Ming-ti (Xià Míng Dì)                | 516–528 | Vutaj (Wǔtài)                      | 武泰     | 528     |
| Hszia Csuang-ti (Xià Zhuāng Dì)               | 528–530 | Csienji (Jiànyì)                   | 建義     | 528     |
| Hszia Csuang-ti (Xià Zhuāng Dì)               | 528–530 | Jungan (Yǒngān)                    | 永安     | 528–530 |
| Csang-kuang Vang (Cháng Guǎng Wáng)           | 530–531 | Csienming (Jiànmíng)               | 建明     | 530–531 |
| Csie Min-ti (Jiè Mín Dì)                      | 531–532 | Putaj (Pǔtài)                      | 普泰     | 531–532 |
| An-ting Vang (Ān Dìng Wáng)                   | 531–532 | Csunghszing (Zhōngxīng)            | 中興     | 531–532 |
| II. Hszia Vu-ti (Xià Wǔ Dì)                   | 532–535 | Tajcsang (Tàichāng)                | 太昌     | 532     |
| II. Hszia Vu-ti (Xià Wǔ Dì)                   | 532–535 | Junghszing (Yǒngxīng)              | 永興     | 532     |
| II. Hszia Vu-ti (Xià Wǔ Dì)                   | 532–535 | Junghszi (Yǒngxī)                  | 永熙     | 532–535 |
| Tung Vej (Dong Wei) (东魏 keleti Vej) 534–550 |         |                                    |          |         |
| Hszia Csing-ti (Xià Jíng Dì)                  | 534–550 | Tienping (Tiānpíng)                | 天平     | 534–537 |
| Hszia Csing-ti (Xià Jíng Dì)                  | 534–550 | Jüanhsziang (Yuánxiàng)            | 元象     | 538–539 |
| Hszia Csing-ti (Xià Jíng Dì)                  | 534–550 | Hszingho (Xīnghé)                  | 興和     | 539–542 |
| Hszia Csing-ti (Xià Jíng Dì)                  | 534–550 | Vuting (Wǔdìng)                    | 武定     | 543–550 |
| Hszi Vej (Xi Wei) (北魏 nyugati Vej) 535–556  |         |                                    |          |         |
| III. Ven Ti (Wén Dì)                          | 535–551 | Tadong (Dàtǒng)                    | 大統     | 535–551 |
| II. Fej Ti (Fèi Dì)                           | 552–554 | –                                  |          |         |
| Kung Ti (Gōng Dì)                             | 554–556 | –                                  |          |         |

### Liu Szung
| uralkodó                   | uralkodási idő | éranév                 | éranév | idő     |
| magyaros pinjin            | uralkodási idő | magyaros pinjin        | kínai  | idő     |
| -------------------------- | -------------- | ---------------------- | ------ | ------- |
| III. Vu Ti (Wǔ Dì)         | 420–422        | Jungcsu (Yǒngchū)      | 永初   | 420–422 |
| IV. Sao Ti (Shǎo Dì)       | 423–424        | Csingping (Jǐngpíng)   | 景平   | 423–424 |
| II. Ven Ti (Wén Dì)        | 424–453        | Jüancsia (Yuánjiā)     | 元嘉   | 424–453 |
| I. Hszia Vu-ti (Xià Wǔ Dì) | 454–464        | Hsziaocsien (Xiaōjiàn) | 元嘉   | 454–456 |
| I. Hszia Vu-ti (Xià Wǔ Dì) | 454–464        | Taming (Dàmíng)        | 大明   | 457–464 |
| Csien Fej-ti (Qián Fèi Dì) | 465            | Jungkuang (Yǒngguāng)  | 永光   | 465     |
| Csien Fej-ti (Qián Fèi Dì) | 465            | Csingho (Jǐnghé)       | 景和   | 465     |
| III. Ming Ti (Míng Dì)     | 465–472        | Tajsi (Taìshǐ)         | 泰始   | 465–471 |
| III. Ming Ti (Míng Dì)     | 465–472        | Tajjü (Taìyù)          | 泰豫   | 472     |
| Hou Fej-ti (Hòu Fèi Dì)    | 473–477        | Jüanhuj (Yuánhuī)      | 元徽   | 473–477 |
| II. Sun Ti (Shùn Dì)       | 477–479        | Sengming (Shēngmíng)   | 昇明   | 477–479 |

### Csi
| uralkodó                                        | uralkodási idő        | éranév                  | éranév                | idő                   |
| magyaros pinjin                                 | uralkodási idő        | magyaros pinjin         | kínai                 | idő                   |
| Csi (Qi) (齐) 479–502                           | Csi (Qi) (齐) 479–502 | Csi (Qi) (齐) 479–502   | Csi (Qi) (齐) 479–502 | Csi (Qi) (齐) 479–502 |
| ----------------------------------------------- | --------------------- | ----------------------- | --------------------- | --------------------- |
| Kao Ti (Gāo Dì)                                 | 479–482               | Csienjüan (Jiànyuán)    | 建元                  | 479–482               |
| IV. Vu Ti (Wǔ Dì)                               | 483–493               | Jungming (Yǒngmíng)     | 永明                  | 483–493               |
| Jü-lin Vang (Yǔ Lín Wáng)                       | 494                   | Lungcsang (Lóngchāng)   | 隆昌                  | 494                   |
| Haj-ling Vang (Hǎi Líng Wáng)                   | 494                   | Jenhszing (Yánxīng)     | 延興                  | 494                   |
| IV. Ming Ti (Míng Dì)                           | 494–498               | Csienvu (Jiànwǔ)        | 建武                  | 494–498               |
| IV. Ming Ti (Míng Dì)                           | 494–498               | Jungtaj (Yǒngtài)       | 永泰                  | 498                   |
| Tung-hun Hou (Dōng Hūn Hóu)                     | 499–501               | Jungjüan (Yǒngyuán)     | 永元                  | 499–501               |
| Ho Ti (Hé Dì)                                   | 501–502               | Csunghszing (Zhōngxīng) | 中興                  | 501–502               |
| Pej Csi (Bei Qi) (北齐 északi Csi (Qi)) 550–577 |                       |                         |                       |                       |
| Ven-hszüan Ti (Wén Xuān Dì)                     | 550–559               | Tienpao (Tiānbǎo)       | 天保                  | 550–559               |
| III. Fej Ti (Fèi Dì)                            | 560                   | Csienming (Qiánmíng)    | 乾明                  | 560                   |
| Hszia-csao Ti (Xià Zhāo Dì)                     | 560–561               | Huangcsien (Huángjiàn)  | 皇建                  | 560–561               |
| Vu-cseng Ti (Wǔ Chéng Dì)                       | 561–565               | Tajning (Tàiníng)       | 太寧                  | 561–562               |
| Vu-cseng Ti (Wǔ Chéng Dì)                       | 561–565               | Hocsing (Héqīng)        | 河清                  | 562–565               |
| Hou Csu (Hòu Zhǔ)                               | 565–577               | Tientung (Tiāntǒng)     | 天統                  | 565–569               |
| Hou Csu (Hòu Zhǔ)                               | 565–577               | Vuping (Wǔpíng)         | 武平                  | 570–576               |
| Hou Csu (Hòu Zhǔ)                               | 565–577               | Lunghua (Lónghuà)       | 隆化                  | 576                   |
| Jou Csu (Yòu Zhǔ)                               | 577                   | Csengkuang (Chéngguāng) | 承光                  | 577                   |

### Pej Csou
| uralkodó                | uralkodási idő | éranév                  | éranév | idő     |
| magyaros pinjin         | uralkodási idő | magyaros pinjin         | kínai  | idő     |
| ----------------------- | -------------- | ----------------------- | ------ | ------- |
| V. Ming Ti (Míng Dì)    | 557–560        | Vucseng (Wǔchéng)       | 武成   | 559–560 |
| V. Ming Ti (Míng Dì)    | 557–560        | Paoting (Bǎodìng)       | 保定   | 560–562 |
| VII. Vu Ti (Wǔ Dì)      | 561–578        | Paoting (Bǎodìng)       | 保定   | 560–562 |
| VII. Vu Ti (Wǔ Dì)      | 561–578        | Tienho (Tiānhé)         | 天和   | 566–572 |
| VII. Vu Ti (Wǔ Dì)      | 561–578        | Csientö (Jiàndé)        | 建德   | 572–578 |
| VII. Vu Ti (Wǔ Dì)      | 561–578        | Hszüancseng (Xuānzhèng) | 宣政   | 578     |
| IV. Hszüan Ti (Xuān Dì) | 578–579        | Hszüancseng (Xuānzhèng) | 宣政   | 578     |
| IV. Hszüan Ti (Xuān Dì) | 578–579        | Tacseng (Dàchéng)       | 大成   | 579     |
| III. Csing Ti (Jìng Dì) | 579–581        | Tahsziang (Dàxiàng)     | 大象   | 579–581 |
| III. Csing Ti (Jìng Dì) | 579–581        | Tating (Dàdìng)         | 大定   | 581     |

### Csen
| uralkodó                 | uralkodási idő | éranév               | éranév | idő     |
| magyaros pinjin          | uralkodási idő | magyaros pinjin      | kínai  | idő     |
| ------------------------ | -------------- | -------------------- | ------ | ------- |
| VI. Vu Ti (Wǔ Dì)        | 557–559        | Jungting ((Yǒngdìng) | 永定   | 557–559 |
| IV. Ven Ti (Wén Dì)      | 560–566        | Tiencsia (Tiānjiā)   | 天嘉   | 560–566 |
| IV. Ven Ti (Wén Dì)      | 560–566        | Tienkang (Tiānkāng)  | 天康   | 566     |
| IV. Fej Ti (Fèi Dì)      | 566–568        | Kuangta (Guāngdà)    | 光大   | 566–568 |
| III. Hszüan Ti (Xuān Dì) | 569–582        | Tajcsien (Tàijiàn)   | 太建   | 569–582 |
| Hou Csü (Hòu Zhǔ)        | 583–589        | Csitö (Zhìdé)        | 至德   | 583–586 |
| Hou Csü (Hòu Zhǔ)        | 583–589        | Csenming (Zhēnmíng)  | 禎明   | 586–589 |

### Szuj
| uralkodó                | uralkodási idő | éranév              | éranév | idő     |
| magyaros pinjin         | uralkodási idő | magyaros pinjin     | kínai  | idő     |
| ----------------------- | -------------- | ------------------- | ------ | ------- |
| Jang Csien (Yáng Jiān)  | 581–604        | Kajhuang (Kāihuáng) | 開皇   | 581–600 |
| Jang Csien (Yáng Jiān)  | 581–604        | Zsensou (Rénshòu)   | 仁壽   | 601–604 |
| Jang Kuang (Yáng Guáng) | 605–617        | Taje (Dàyè)         | 大業   | 605–617 |
| Jang Ju (Yáng Yòu)      | 617–618        | Jining (Yìníng)     | 義寧   | 617–618 |
| Jang Tung (Yáng Dòng)   | 618–619        | Huangtaj (Huángtài) | 皇泰   | 618–619 |

### Tang
| uralkodó                     | uralkodási idő   | éranév                           | éranév   | idő     |
| magyaros pinjin              | uralkodási idő   | magyaros pinjin                  | kínai    | idő     |
| ---------------------------- | ---------------- | -------------------------------- | -------- | ------- |
| Tang Kao-cu (Gāo Zǔ)         | 618–626          | Vutö (Wude)                      | 武德     | 618–626 |
| I. Tang Taj-cung (Tài Zōng)  | 626–649          | Csengkuan (Zhengguan)            | 貞觀     | 626–649 |
| Kao Cung (Gāo Zōng)          | 649–683          | Junghuj (Yonghui)                | 永徽     | 650–655 |
| Kao Cung (Gāo Zōng)          | 649–683          | Hsziencsing (Xianqing)           | 顯慶     | 656–661 |
| Kao Cung (Gāo Zōng)          | 649–683          | Lungsuo (Longshuo)               | 龍朔     | 661–663 |
| Kao Cung (Gāo Zōng)          | 649–683          | Lintö (Linde)                    | 麟德     | 664–665 |
| Kao Cung (Gāo Zōng)          | 649–683          | Csienfeng (Qianfeng)             | 乾封     | 666–668 |
| Kao Cung (Gāo Zōng)          | 649–683          | Cungcsang (Zongzhang)            | 總章     | 668–670 |
| Kao Cung (Gāo Zōng)          | 649–683          | Hszienheng (Xianheng)            | 咸亨     | 670–674 |
| Kao Cung (Gāo Zōng)          | 649–683          | Sahngjüan (Shangyuan)            | 上元     | 674–676 |
| Kao Cung (Gāo Zōng)          | 649–683          | Jifeng (Yifeng)                  | 儀鳳     | 676–679 |
| Kao Cung (Gāo Zōng)          | 649–683          | Tiaolu                           | 調露     | 679–680 |
| Kao Cung (Gāo Zōng)          | 649–683          | Junglung (Yonglong)              | 永隆     | 680–681 |
| Kao Cung (Gāo Zōng)          | 649–683          | Kajjao (Kaiyao)                  | 開耀     | 681–682 |
| Kao Cung (Gāo Zōng)          | 649–683          | Jungcsun (Yongchun)              | 永淳     | 682–683 |
| Kao Cung (Gāo Zōng)          | 649–683          | Hungtao (Hongdao)                | 弘道     | 683     |
| Csung Cung (Zhōng Zōng)      | 684; 705–710     | Sziseng (Sisheng)                | 嗣聖     | 684     |
| Csung Cung (Zhōng Zōng)      | 684; 705–710     | Senlung (Shenlong)               | 神龍     | 705–707 |
| Csung Cung (Zhōng Zōng)      | 684; 705–710     | Csinglung (Jinglong)             | 景龍     | 707–710 |
| Zsuj Cung (Ruì Zōng)         | 684–690; 710–712 | Venming (Wenming)                | 文明     | 684–690 |
| Zsuj Cung (Ruì Zōng)         | 684–690; 710–712 | Csingjün (Jingyun)               | 景雲     | 710–711 |
| Zsuj Cung (Ruì Zōng)         | 684–690; 710–712 | Tajcsi (Taiji)                   | 太極     | 712     |
| Zsuj Cung (Ruì Zōng)         | 684–690; 710–712 | Jenho (Yanhe)                    | 延和     | 712     |
| Vu Hou (Wǔ hòu)              | 690–705          | Tiensou (Tianshou)               | 天授     | 690–692 |
| Vu Hou (Wǔ hòu)              | 690–705          | Zsuji (Ruyi)                     | 如意     | 692     |
| Vu Hou (Wǔ hòu)              | 690–705          | Csangsou (Changshou)             | 長壽     | 692–694 |
| Vu Hou (Wǔ hòu)              | 690–705          | Jencaj (Yanzai)                  | 延載     | 694     |
| Vu Hou (Wǔ hòu)              | 690–705          | Csengseng (Zhengsheng)           | 證聖     | 695     |
| Vu Hou (Wǔ hòu)              | 690–705          | Tiencövanszuj (Tiancewansui)     | 天冊萬歲 | 695–696 |
| Vu Hou (Wǔ hòu)              | 690–705          | Vanszujdengfeng (Wansuidengfeng) | 萬歲登封 | 696     |
| Vu Hou (Wǔ hòu)              | 690–705          | Vanszujtungtien (Wansuitongtian) | 萬歲通天 | 696–697 |
| Vu Hou (Wǔ hòu)              | 690–705          | Senkung (Shengong)               | 神功     | 697     |
| Vu Hou (Wǔ hòu)              | 690–705          | Sengli (Shengli)                 | 聖曆     | 698–700 |
| Vu Hou (Wǔ hòu)              | 690–705          | Csisi (Jiushi)                   | 久視     | 700     |
| Vu Hou (Wǔ hòu)              | 690–705          | Tajü (Daju)                      | 大足     | 701     |
| Vu Hou (Wǔ hòu)              | 690–705          | Csangan (Changan)                | 長安     | 701–705 |
| V. Sang Ti (Shàng Dì)        | 710              | Tanglung (Tanglong)              | 唐隆     | 710     |
| I. Hszüan Cung (Xuán Zōng)   | 712–756          | Hszientien (Xiantian)            | 先天     | 712–713 |
| I. Hszüan Cung (Xuán Zōng)   | 712–756          | Kajjüan (Kaiyuan)                | 開元     | 713–741 |
| I. Hszüan Cung (Xuán Zōng)   | 712–756          | Tienpao (Tianbao)                | 天寶     | 742–756 |
| Szu Cung (Sù Zōng)           | 756–762          | Csitö (Jide)                     | 至德     | 756–758 |
| Szu Cung (Sù Zōng)           | 756–762          | Csienjüan (Qianyuan)             | 乾元     | 758–760 |
| Szu Cung (Sù Zōng)           | 756–762          | Sangjüan (Shangyuan)             | 上元     | 760–761 |
| II. Tang Taj-cung (Dài Zōng) | 762–779          | Paojing (Baoying)                | 寶應     | 762–763 |
| II. Tang Taj-cung (Dài Zōng) | 762–779          | Kuangtö (Guangde)                | 廣德     | 763–764 |
| II. Tang Taj-cung (Dài Zōng) | 762–779          | Jungtaj (Yongtai)                | 永泰     | 756–766 |
| II. Tang Taj-cung (Dài Zōng) | 762–779          | Tali (Dali)                      | 大曆     | 766–779 |
| Tö Cung (Dé Zōng)            | 779–805          |                                  |          |         |
| Sun Cung (Shùn Zōng)         | 805–805          |                                  |          |         |
| I. Hszien Cung (Xiàn Zōng)   | 805–820          |                                  |          |         |
| Mu Cung (Mù Zōng)            | 820–824          |                                  |          |         |
| I. Csing Cung (Jìng Zōng)    | 824–827          |                                  |          |         |
| Ven Cung (Wén Zōng)          | 827–840          |                                  |          |         |
| Vu Cung (Wǔ Zōng)            | 840–846          |                                  |          |         |
| II. Hszüan Cung (Xuān Zōng)  | 846–859          |                                  |          |         |
| I. Ji Cung (Yì Zōng)         | 859–873          |                                  |          |         |
| I. Hszi Cung (Xī Zōng)       | 873–888          |                                  |          |         |
| Csao Cung (Zhāo Zōng)        | 888–904          |                                  |          |         |
| III. Aj Ti (Aī Dì)           | 904–907          |                                  |          |         |